# Fisktjuvtjärnen
Fisktjuvtjärnen är en sjö i Malå kommun i Lappland och ingår i Skellefteälvens huvudavrinningsområde.